# ورزشگاه الیودرو رودریگز لوپز
ورزشگاه الیودرو رودریگز لوپز (به اسپانیایی: Estadio Heliodoro Rodríguez López) با ظرفیت ۲۳٬۰۰۰ نفر یکی از ورزشگاه‌های فوتبال کشور اسپانیا است که در شهر تنریفه ایالت جزایر قناری واقع شده‌است. این ورزشگاه در سال ۱۹۲۵ بازگشایی شد و در حال حاضر بازی‌های خانگی باشگاه فوتبال تنریف در آن برگزار می‌گردد. این ابعاد 107 * 70 متر، و آن را از ورزشگاه با بزرگترین منطقه از زمینه جزایر قناری.